# 21. септембар
21. септембар (21.9.) је 264. дан у години по грегоријанском календару (265. у преступној години). До краја године има још 101 дан.

## Догађаји
- 1792 — На првој јавној седници Конвента укинута је апсолутна монархија у Француској и земља је проглашена за републику.
- 1860 — Англо-француске снаге су однеле победу против војске династије Ћинг у бици на Паликау, што им је омогућило да заузму Пекинг.
- 1898 — Реформе од стотину дана су нагло прекинуте када је царица Циси ставила у изолацију цара Гуанг-сјија и преузела власт као регент.
- 1904 — Петар I Карађорђевић је крунисан за краља Србије.
- 1921 — У експлозији силоса фабрике БАСФ у Опауу, у коме је било складиштено око 4500 тона амонијум сулфата и амонијум нитрата погинуло је најмање 500 особа.
- 1938 — Влада Чехословачке прихватила је британско-француски план о препуштању Судетске области нацистичкој Немачкој.
- 1939 — Припадници фашистичке паравојне организације Гвоздена гарда су убили румунског премијера Арманда Калинескуа.
- 1949 — У Кини је формирана Централна народна влада на челу са Мао Цедунгом, који је 1. октобра прогласио Народну Републику Кину.
- 1955 — Војним ударом са власти збачен председник Аргентине Хуан Перон.
- 1964 — Малта је постала независна после 164 године британске владавине.
- 1972 — Председник Филипина Фердинанд Маркос завео је ванредно стање у земљи и ставио у затвор хиљаде противника његовог режима. Маркос је остао на власти до 1986.
- 1973 — Југославија је прекинула дипломатске односе са Чилеом, десет дана после пуча генерала Аугуста Пиночеа, у којем је убијен председник Салвадор Аљенде.
- 1992 — Мексико и Ватикан су успоставили пуне дипломатске односе после прекида од 130 година.
- 1993 — Председник Русије Борис Јељцин распустио је парламент и суспендовао важећи устав под оптужбом да посланици у парламенту блокирају уставне реформе и изборе, изазвавши Руску уставну кризу.
- 1996 — На аеродрому у Боготи, у авиону председника Колумбије Ернеста Сампера, који је био спреман да полети у САД, после анонимне пријаве, пронађено је око четири килограма хероина. Председник је осумњичен за везе са нарко-мафијом, док је његова влада саопштила да се ради о намештаљци.
- 1999 — На Тајвану је у земљотресу погинуло више од 2.100 људи, а рањено око 8.700.
- 2000 — Руска влада је одлучила да замрзне уговор са Ираном о продаји ласерске технологије, након што су САД изразиле забринутост због могућности њеног коришћења у изради нуклеарног оружја.
- 2001 — Јапанско министарство иностраних послова саопштило је да ће свим банкама и финансијским институцијама у Јапану забранити да без дозволе владе обављају трансакције са компанијама и особама које су повезане са Талибанима и вођом терористичке организације Ал Каида Бин Ладеном.

## Рођења
- 1452 — Ђироламо Савонарола, италијански верски и политички реформатор. (прем. 1498)
- 1842 — Абдул Хамид II, турски султан (1876—1909). (прем. 1918)
- 1853 — Хејке Камерлинг Онес, холандски физичар, добитник Нобелове награде за физику (1913). (прем. 1926)
- 1866 — Херберт Џорџ Велс, енглески књижевник. (прем. 1946)
- 1874 — Густав Холст, енглески композитор и педагог. (прем. 1934)
- 1926 — Доналд А. Глејзер, амерички физичар и неуробиолог, добитник Нобелове награде за физику (1960). (прем. 2013)
- 1929 — Шандор Кочиш, мађарски фудбалер и фудбалски тренер. (прем. 1979)
- 1930 — Мирко Буловић, српски глумац. (прем. 2009)
- 1931 — Војислав Воки Костић, српски композитор, музичар, писац и кувар. (прем. 2010)
- 1931 — Иван Топлак, југословенски фудбалер и фудбалски тренер. († 2021)
- 1931 — Лари Хагман, амерички глумац, редитељ и продуцент. († 2012)
- 1934 — Ленард Коен, канадски музичар и књижевник. (прем. 2016)
- 1937 — Ампаро Баро, шпанска глумица. (прем. 2015)
- 1944 — Милан Јелић, српски сценариста, редитељ и глумац. (прем. 2023)
- 1944 — Добривоје Топаловић, српски певач. (прем. 2020)
- 1947 — Јордан Ивановић, српски спортски новинар. (прем. 2010)
- 1947 — Стивен Кинг, амерички писац.
- 1949 — Чеда Марковић, српски певач.
- 1950 — Бил Мари, амерички глумац, комичар, сценариста, продуцент, редитељ и певач.
- 1956 — Момир Булатовић, црногорски политичар, председник Црне Горе (1990—1998) и председник Владе СРЈ (1998—2000). (прем. 2019)
- 1957 — Итан Коен, амерички редитељ, сценариста и продуцент.
- 1957 — Сидни Монкриф, амерички кошаркаш и кошаркашки тренер.
- 1958 — Милан Младеновић, српски музичар, песник, певач и гитариста групе Екатарина Велика. (прем. 1994)
- 1959 — Крин Антонеску, румунски политичар.
- 1965 — Фредерик Бегбеде, француски писац, књижевни критичар и ТВ водитељ.
- 1965 — Дејвид Венам, аустралијски глумац.
- 1966 — Небојша Радосављевић, српски редитељ и сценариста.
- 1967 — Фејт Хил, америчка музичарка и музичка продуценткиња.
- 1968 — Анто Дробњак, црногорски фудбалер.
- 1971 — Лук Вилсон, амерички глумац.
- 1971 — Зоран Мирковић, српски фудбалер и фудбалски тренер.
- 1972 — Лијам Галагер, енглески музичар, најпознатији као певач групе  .
- 1972 — Милан Калинић, српски глумац и ТВ водитељ.
- 1975 — Дарко Радовановић, српски певач. (прем. 2011)
- 1976 — Јонас Бјере, дански музичар, најпознатији као певач и гитариста групе Mew.
- 1978 — Поло Костанзо, канадски глумац.
- 1980 — Роберт Хофман, амерички глумац, плесач и кореограф.
- 1986 — Георге Симион, Румунски политичар
- 1989 — Џејсон Деруло, амерички музичар и плесач.
- 1992 — Анђела Јовановић, српска глумица.
- 1993 — Анте Ребић, хрватски фудбалер.
- 1995 — Бруно Кабокло, бразилски кошаркаш.
- 1996 — Алфа Каба, француски кошаркаш.
- 1998 — Тадеј Погачар, словеначки бициклиста.

## Смрти
- 19. п. н. е. — Публије Вергилије Марон, римски песник. (рођ. 70. п. н. е.)
- 1327 — Едвард II, енглески краљ. (рођ. 1284)[1]
- 1558 — Карло V Хабзбуршки, цар Светог римског царства (рођ. 1500)
- 1832 — Валтер Скот, шкотски писац. (рођ. 1771)
- 1842 — Сава Текелија је био први Србин доктор права, оснивач „Текелијанума“, председник Матице српске, добротвор, племић, трговац, правник, филантроп и ктитор. (рођ. 1761)
- 1860 — Артур Шопенхауер, немачки филозоф. (рођ. 1788)
- 1933 — Милорад Гођевац, лекар, национални радник, покретач и организатор српске четничке акције у борби за ослобођење Македоније. (рођ. 1860)
- 1938 — Ивана Брлић-Мажуранић, хрватска књижевница. (рођ. 1874)[2]
- 1974 — Артур Флепс, немачки командант. (рођ. 1881)
- 1974 — Волтер Бренан, амерички филмски глумац. (рођ. 1894)
- 1998 — Флоренс Грифит Џојнер, америчка атлетичарка. (рођ. 1959)

## Празници и дани сећања
- Међународни празници
  - Међународни дан мира
- Српска православна црква слави:
  - Рођење Пресвете Богородице - Мала Госпојина